# Ханджоу
Ханджоу (на китайски: 杭州; на пинин: Hángzhōu) е град в Китай, административен център на югоизточната провинция Джъдзян. Ханджоу е с население от 2 636 700 жители (към 2003 г.). Намира се в часова зона UTC+8 на 180 км югозападно от Шанхай. Населението на административния район е 8 700 373 жители.
Градът се намира в Равнината на Яндзъ, на брега на залива Ханджоу, където река Цянтан се влива в Източнокитайско море. Има пристанище и е важен транспортен възел.
Ханджоу е стар център на занаятите и текстилната индустрия, известен с производството на памук и коприна. Развити са хранително-вкусовата и леката, каучуковата и химическата промишлености. В града се намира седалището на компанията за електронна търговия „Алибаба“. Живописните околности и курорти привличат туристи от цял свят. В града има университет.